# 塔比拉
塔比拉是巴西伯南布哥州的一个市镇。总面积393.34平方公里，总人口25999人，人口密度66.1人/平方公里。